# Скакун Олександр Євгенович
Олександр Євгенович Скакун (нар. 21 серпня 1973, м. Харків) — український юрист, чиновник та безпековець, полковник, т.в.о. голови Харківської обласної адміністрації з 11 серпня до 24 грудня 2021 року, заступник голови Харківської ОДА (2017—2021). Заслужений юрист України (2018), кандидат юридичних наук (2012).

## Життєпис

### Ранні та служба в СБУ
Олександр Скакун народився 21 серпня 1973 року у м. Харкові.
У грудні 1993 — червні 1994 року проходив службу в Збройних силах України.
У період з лютого 1995 по січень 2017 року проходив службу в органах Служби безпеки України в місті Харкові. В СБУ він працював помічником слідчого, а згодом — начальником слідчого відділу. Він займався заходами для протидії правопорушенням проти миру й безпеки, протидії тероризму, корупції та організованій злочинній діяльності у сфері економіки тощо Загальний стаж за цей час склав 21 рік і 10 місяців.
У 2000 році Олександр Скакун закінчив Національну юридичну академію України імені Ярослава Мудрого за спеціальністю «правознавство» та здобув фах юриста, а у 2005 році — Харківську національну академію міського господарства за спеціальністю «менеджмент організацій» і отримав кваліфікацію менеджера-економіста. У 2018 році здобув ще одну освіту за спеціальністю «Публічне управління та адміністрування» у Харківському національному університеті міського господарства імені О. М. Бекетова.
У 2012 році він захистив кандидатську дисертацію на тему «Реалізація принципу справедливості в процесі призначення покарання у виді позбавлення волі» та здобув наукову ступінь кандидата юридичних наук. Також займається науковими проблемами у галузі кримінального права й процесу.

### Придушення сепаратистських рухів на Харківщині у 2014—2016 роках
Під час подій Євромайдану, Революції гідності та початку проросійських виступів у Харкові перебував на посаді начальника одного з відділів Управління Служби безпеки України в Харківській області, і в його обов'язки входили питання координації роботи органів безпеки з органами влади. Також під він під час подій Революції гідності докладав зусилля для обстоювання української державності, територіальної цілісності України, а також займався боротьбою із сепаратистськими рухами у Харкові. Він був присутній на з'їзді депутатів південно-східних областей У Харкові 22 лютого 2014 року, і бачив як розгорталися події в середині будівлі Палацу спорту. У певний момент був вакуум влади, були проблеми з керівниками міліції та СБУ, і Олександр Скакун, за його словами, протягом кількох тижнів працював над цим питанням, фактично очоливши фактично операцію з метою стабілізації ситуації на Харківщині в лютому 2014 року. З березня 2014 року входив до складу харківського штабу з боротьби із сепаратизмом, і навколо нього склалася група патріотично налаштованих офіцерів Служби безпеки України, яких нараховувалось близько 20 осіб.
У квітні 2014 року після призначення начальником Управління Служби безпеки України в Харківській області Олександра Пивовара, першим заступником начальника УСБУ на Харківщині став Олександр Скакун. Після штурму захопленої проросійськими активістами будівлі Харківської ОДА спецпідрозділом МВС України «Ягуар» 8 квітня 2014 року він разом з ще одним працівником СБУ Андрієм Саленковим повернув прапор України над будівлею Харківської ОДА. Колеги серед працівників СБУ оцінювали Олександра Скакуна як професіонала та відзначали, що, зокрема завдяки його діям, вдалося під час проросійських виступів 2014 року у Харкові відстояти місто. Також він працював над протидією диверсійно-терористичній діяльності. Ігор Балута, який з березня 2014 по початок лютого 2015 року був головою Харківської ОДА, назвав Олександра Скакуна одним із героїв подій весни 2014 року під час проросійських виступів у Харкові серед працівників СБУ, хто готовий був активно діяти. Сам Олександр Скакун в одному з інтерв'ю відзначав, що у 2014—2015 роках він відчув, що «зробив у житті щось значуще».
Після теракту під час «Маршу єдності» біля Палацу спорту у Харкові 22 лютого 2015 року Олександр Скакун керував і брав участь у розслідуванні цієї справи. Згодом він на тренінгах в Європі розповідав як українські правоохоронці змогли розкрити цей теракт, і європейські вчителі відповідали, що їм потрібно повчитись в українських колег.
У липні 2016 року після звільнення Олександра Пивовара з посади начальника Управління Служби безпеки України в Харківській області, з посади першого заступника начальника УСБУ в Харківській області звільнився і Олександр Скакун. Після цього він перебував у розпорядженні Служби безпеки України по січень 2017 року. За іншою інформацією, він перебував на посаді заступника начальника УСБУ в Харківській області до 2017 року На момент звільнення з лав Служби безпеки України мав військове звання полковника.

### На державній службі
11 січня 2017 року обійняв посаду заступника голови Харківської обласної державної адміністрації. На цій посаді займався питаннями реалізації в Харківській області державної політики у сферах оборони, мобілізаційної підготовки, забезпечення законності та правопорядку, прав і свобод громадян, попередження та протидії корупції; а також ліквідації наслідків надзвичайних ситуацій. На цій посаді працював одразу з трьома головами Харківської ОДА — Юлією Світличною (до 2019), Олексієм Кучером (2019—2020) та Айною Тимчук (2020—2021)
Перед звільненням з посади голови Харківської ОДА Айни Тимчук 11 серпня 2021 року через тривалу вакантність посади першого заступника голови ОВА він виконував і ці обов'язки, до яких входили питання економіки, транспорту і промисловості.
11 серпня 2021 року призначений тимчасово виконувачем обов'язки голови Харківської обласної державної адміністрації, і 14 серпня приступив до виконання обов'язків. Пріоритетами у своїй роботі він назвав підготовку до можливого спалаху коронавірусної інфекції COVID-19 на Харківщині, реалізація програми «Велике будівництво», а також безпека в регіоні. Питання взаємодії із правоохоронними органами на час тимчасового виконання обов'язків голови Харківської ОДА він залишив на собі.
Проте 24 грудня 2021 року Олександр Скакун був увільнений тимчасового виконання обов'язків голови Харківської обласної державної адміністрації, а новим голови Харківської ОДА став Олег Синєгубов. Після цього продовжив роботу на посаді заступника голови Харківської ОДА.
У середині лютого 2022 року Олександр Скакун був призначений на посаду першого заступника голови Харківської обласної державної адміністрації, і офіційно представлений на посаді 21 лютого 2022 року. На цій він займався координацією питань щодо оборонно-мобілізаційної роботи, цивільного захисту, взаємодії з правоохоронними органами, режимно-секретної роботи, питаннями силового блоку тощо..
7 листопада 2023 року Олександр Скакун був звільнений з посади першого заступника начальника Харківської обласної військової адміністрації. У коментарях журналістам він заявив, що про своє звільнення він дізнався з преси, і не бачив рішення, не знає його причину, і з ним ніхто не зв'язувався.

## Відзнаки і нагороди
- Заслужений юрист України (2018) — «за значний особистий внесок у державне будівництво, соціально-економічний, науково-технічний, культурно-освітній розвиток Української держави, вагомі трудові досягнення, багаторічну сумлінну працю»[31]

## Особисте життя
Олександр Скакун захоплюється футболом, допомагає місцевим клубам в їх розвитку.